# Catz Don’t Know
Catz Don't Know to wydany w 1999 roku singel amerykańskiego rapera DMX-a. Promuje on album: "Light It Up OST".
"Catz Don't Know" to kolejny utwór DMX-a w mrocznym, hardcore'owym stylu ("Niggaz was like "Yo, why you killed Mike, D?" Wasn't me, but yeah he had it coming to him. Used to be my dog, so I let my cousin do him" -"Pytali mnie "Czemu zabijesz Mike'a, D?" To nie byłem ja, ale to go czekało. Był moim przyjacielem, więc pozwoliłem mojemu kuzynowi go zabić"). Podkład został skomponowany przez PK.

## Against the Grain
"Against the Grain" to stary remiks pierwszej wersji "Make a Move". Opiera się na podkładzie oryginalnego "Make a Move", a DMX napisał do niego tekst, który później użył w "Catz Don't Know". "Against the Grain" zostało zamieszczone na kilku bootlegach, między innymi "Unleashed & Unreleased".

## Lista utworów

### Side A
1. "Catz Don't Know" (Amanded Version)
2. "Catz Don't Know" (Original Version)

### Side B
1. "Catz Don't Know" (Instrumental)
2. "Catz Don't Know" (Acapella)